# Батист, Мари
Мари Батист (фр. Marie Baptiste, урождённая Мари Дюмон (фр. Marie Dumont); дата неизвестна, Бордо, Франция — после 1786), — французская сценическая актриса и певица. Больше всего она известна своей деятельностью в Швеции, где в середине XVIII века была ведущей актрисой Французского театра.

## Биография
Мари Дюмон родилась в Бордо во Франции. Будучи актрисой она выступала под сценическим псевдонимом Мадемуазель Ле Прево (фр. Mademoiselle le Prévost или фр. Mademoiselle le Prevot). В феврале 1754 года в Гааге Мари Дюмон вышла замуж за своего коллегу, актёра Жака Ансельма Батиста (1732-?), и стала известна как Мадам Батист (фр. Madame Baptiste). Она стала матерью двух дочерей и двух сыновей, наиболее известной из которых стала Мария Луиза Батист.

### Французский театр в Швеции
В 1756 году Мари Батист и её супруг были приглашены театральным директором Луи Дю Лонделем во Французский театр в Швеции. Луи Дю Лондель сумел набрать восемь новых членов в свой театр во время своего путешествия в Гаагу, из которых Мари Батист считалась самым ценным приобретением.
Французский театр Дю Лонделя в Швеции выступал для шведского королевского двора в дворцовых театрах Конфиденсен и в Дроттнингхольмском придворном театре летом, а для более широкой публики в театре Больхусет в Стокгольме зимой. Это была значительная театральная труппа, насчитывавшая около двадцати членов, которой покровительствовал королевский двор и аристократия. Её супруг был нанят в качестве преподавателя французского языка для наследника престола, принца Густава.
Французский театр был организован в соответствии со строгой иерархической системой категоризации. Мари Батист была приглашена на главные женские роли в трагедиях и комедиях «Комеди Франсез» и Театра итальянской комедии, а также на брючные роли в операх комик, в то время как её муж приглашался на второстепенные роли. Мари Батист пользовалась особым признанием как трагическая актриса, и принц Густав сравнивал её с Мари Дюмениль в Париже. Наибольший успех ей принесла роль в «Габриэле де Вержи» Беллуа.
Мари Батист была также известна как певица, выступив на нескольких концертах в Дворянском собрании Стокгольма, в период с 1759 по 1771 год.

### Пожар в театре
Мари Батист также упоминается в связи с пожаром первого Дроттнингхольмского придворного театра. 25 августа 1762 года, в середине пятого акта пьесы, поставленной в честь дня именин королевы, Мари Батист выбежала на сцену и закричала, что театр горит. Этот инцидент описан в письме дворянина Кнута Хенрика Лейюнхуфвуда к Карлу Кристофферу Гьёрвеллю:

Только что завершился четвёртый акт, и оркестр заиграл какую-то музыку… наконец театр потребовал тишины с помощью привычного хлопка, и в этот момент всё стихло. Мадам Батист стремительно прошла через весь театр и сделала жест, который продемонстрировал всё её отчаяние; никто не подумал ничего иного как то, что это было частью пьесы. Заметив, что её поведение не возымело никакого эффекта, она вернула себе самообладание и тогда она сказала приглушённым голосом: Le feu — и тут же начала спасаться .

После этого началась паника, так как огонь быстро распространился по деревянному зданию, и Лейюнхуфвуд описал, как один дворянин взял принцессу под одну руку, а под другую — двух самых молодых принцев, как королева и наследный принц спорили о том, кто должен уйти первым, и как он сам пропускал вперёд «бедных дам, которым из-за их больших юбок грозила ужасающая опасность», в то время как всё здание полыхало вокруг них. В итоге пожар привёл к гибели четырёх человек: горничной, мальчика и двух «слуг». Материальные потери от него стали катастрофой для актёров, поскольку их жилые помещения находились в одном с театром здании и они в результате потеряли всё свое имущество. Однако быстрая реакция Батист спасла множество людей, которых в других подобных случаях гибло больше, и поэтому Мари Батист была признана героиней и получала пенсию по решению Риксдага. В 1769 году Мария Батист отказалась от своей пенсии в обмен на крупную сумму.

### Поздняя биография
В 1771 году Французский театр Дю Лонделя был распущен шведским королём Густавом III после своего вступления на престол. Семья Батистов, состоящая из Мари Батист, её супруга и их четверых детей, покинула Швецию и гастролировала по Европе, но так и не смогла получить контракт ни в одном театре.
В 1776 году они вернулись в Швецию, где не преуспели в своём намерении открыть театральную школу с дочерью Марией Луизой в качестве её директора, но Густав III восстановил выплачивание пенсии Мари Батист, ранее присуждённой ей за роль в эвакуации театра во время пожара, а её супруг получил место скрипача в Королевском оркестре. Супруги принадлежали к небольшой группе французских деятелей искусства, которые ставили небольшие по своему масштабу пьесы на французском языке для шведского королевского двора Густава III в течение пяти лет, вплоть до появления Французского театра Густава III в 1781 году. Когда в 1786 году её муж потерял своё место в Королевском оркестре, они навсегда покинули Швецию.